# Hemliga beundrare – vad hände sen?
Hemliga beundrare – vad hände sen? är en svensk TV-serie som hade premiär på Viafree den 1 oktober 2019. Serien är ett uppföljningsprogram till dejtingserien Hemliga beundrare. I serien får tittarna återigen stifta bekantskap med paren som träffades och få veta vad som hände med dem när kamerorna stängts av.